# Bełchatów
Bełchatów là một thị trấn thuộc huyện Bełchatowski, tỉnh Łódźkie ở trung tâm Ba Lan. Thị trấn có diện tích 35 km². Đến ngày 1 tháng 1 năm 2011, dân số của thị trấn là 60768 người và mật độ 1754 người/km².